# اللخيضر (المضيبي)
اللخيضر منطقة سكنية تقع في ولاية المضيبي، التابعة لمحافظة شمال الشرقية في سلطنة عمان. يقدر عدد سكانها بـ 6 نسمة حسب إحصاء عام 2010 التابع للمركز الوطني للإحصاء والمعلومات الحكومي. رمز المنطقة هو 90240122.

## الوصلات الخارجية
- المركز الوطني للإحصاء والمعلومات، سلطنة عمان